# Мандаторичо
Мандаторичо (итал. Mandatoriccio) је насеље у Италији у округу Козенца, региону Калабрија.
Према процени из 2011. у насељу је живело 2182 становника. Насеље се налази на надморској висини од 552 м.

## Становништво
Према резултатима пописа становништва 2011. у општини је живело 2.900 становника.
| 1951. | 1961. | 1971. | 1981. | 1991. | 2001. | 2011. |
| ----- | ----- | ----- | ----- | ----- | ----- | ----- |
| 3.028 | 3.096 | 3.138 | 3.241 | 3.344 | 3.045 | 2.900 |